# Всероссийский Съезд крестьянских депутатов

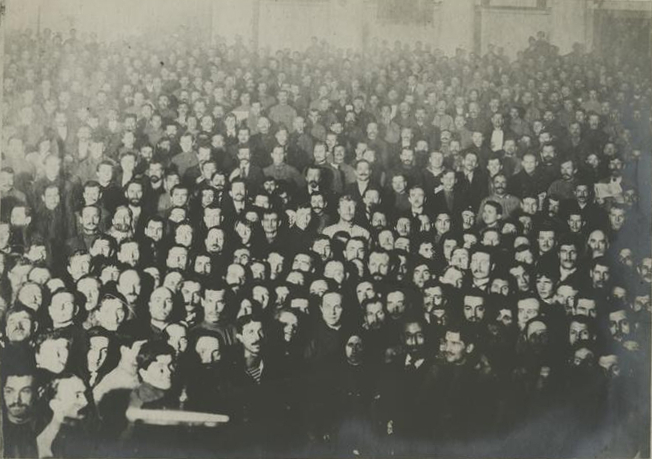
Делегаты II Всероссийского Съезда Советов крестьянских депутатов в ноябре 1917 г. В центре — Мария Спиридонова

II Всероссийский Съезд Советов крестьянских депутатов — Съезд Советов, произошедший в России в 1917 году вскоре после Октябрьской революции. Также, как и I Всероссийский Съезд Советов, II Съезд проходил раздельно: рабоче-солдатский и крестьянский. На момент созыва Съезда только что установленная власть большевиков встретила мощную оппозицию умеренных социалистов (в первую очередь правых эсеров и эсеров центра). На крестьянском Съезде большевикам приходится выдержать жёсткую борьбу.
Тогда как к осени 1917 года в ходе большевизации Советов РСДРП(б) удалось достичь заметных успехов в завоевании большинства в Советах рабочих и солдатских депутатов на местах, особенно в Петрограде и Москве (а также в низовых солдатских и матросских комитетах Балтийского флота и северных фронтов), успехи в большевизации Советов крестьянских депутатов на местах были гораздо более скромными. В отличие от «крестьянской» партии эсеров РСДРП(б) позиционировала себя, в первую очередь, как «рабочую» партию; из 455 действовавших на октябрь 1917 года Советов крестьянских депутатов в 264 даже не было большевистских фракций.
Исторический II Съезд Советов 25—27 октября (7—9 ноября) 1917 года представлял только рабочих и солдатских депутатов, II съезд крестьянских депутатов прошёл независимо 26 ноября — 10 декабря (9—23 декабря), и его большинство было эсеровским, что вызвало ожесточённую борьбу с большевиками на Съезде. При подготовке к Съезду большевики потребовали от мандатной комиссии включить в состав Съезда также представителей воинских частей, настроенных в основном пробольшевистски.
Действовавший на момент созыва II Съезда ЦИК I Съезда Советов крестьянских депутатов воспринял Октябрьское вооружённое восстание крайне негативно, и присоединился к эсеро-меньшевистскому Комитету спасения Родины и революции.
26 ноября Съезд открылся под председательством лидера левых эсеров Марии Спиридоновой, находившейся под влиянием большевиков. В состав II съезда вошли депутаты Чрезвычайного Всероссийского съезда Советов крестьянских депутатов, проходившего 11—25 ноября по инициативе левых эсеров, составлявших на нём большинство, и большевиков. Правые эсеры — делегаты съезда обвинили большевиков в намерении восстановить самодержавие, «при котором вместо Николая будет Ленин», и на заседании 2 декабря освистали Троцкого.
Один из деятелей кадетской партии Иван Куторга в своей книге «Ораторы и массы» так характеризует своё личное впечатление от ораторского искусства Троцкого, продемонстрированного им на Крестьянском съезде:

Троцкий, которого я слышал уже искушенным посетителем политических собраний, поразил меня тем чудовищным запасом ненависти, которую излучал из себя настоящий демон революции. Уже тогда в нем чувствовалось нечто действительно страшное. Помню, я также был поражен его диалектическими способностями. На крестьянском съезде он выступал среди предельно враждебной ему аудитории. Казалось, большевистский оратор не сможет сказать ни одного слова. И действительно, вначале оборончески и эсеровски настроенные делегаты прерывали Троцкого на каждом слове. Через несколько минут своей находчивостью и страстностью Троцкий победил аудиторию настолько, что заставил себя слушать. А окончив речь, он даже услышал аплодисменты.

Ленину пришлось столкнуться с обвинениями эсеров в том, что «большевики украли эсеровскую земельную программу», что они назвали «грабежом». На это Ленин ответил, что «мы можем сказать спасибо. Это всё, что вы от нас дождётесь». Лидер эсеров В. М. Чернов  разослал «Письмо крестьянам», в котором заявил, что большевики защищают на селе интересы лишь крестьянской бедноты, считая основную массу крестьянства «мелкой буржуазией».
4 декабря Съезд раскалывается: его «левое» (большевики и левые эсеры) и «правое» крыло (правые эсеры и эсеры центра) начинают заседать раздельно. 6 декабря «левая» часть Съезда объявляет себя единственным законным Съездом, и в течение 6—8 декабря полностью парализует деятельность ЦИК «правой» части Съезда. Без помощи левых эсеров, как «крестьянской» партии большевики были бы не в состоянии организовать достаточно сильное «левое крыло» II Съезда Советов крестьянских депутатов. В качестве благодарности большевики предлагают левым эсерам войти в состав Совнаркома. 17 (30) ноября стороны окончательно согласовали распределение портфелей, и в декабре в Совнаркоме оформилась правительственная большевистско-левоэсеровская коалиция.
Самим же левым эсерам к тому времени уже было больше некуда идти: в качестве наказания за широкую поддержку, оказанную большевикам на II Съезде Советов и во время Октябрьского вооружённого восстания в Петрограде, 27 октября (9 ноября) ЦК ПСР исключил из партии всех левых эсеров, как «принявших участие в большевистской авантюре». Первоначально левые эсеры, вслед за правыми эсерами и меньшевиками, отказались входить в состав Совнаркома, поддержав лозунг «однородного социалистического правительства» из представителей всех социалистических партий. Однако переговоры большевиков с умеренными социалистами о создании подобного правительства окончательно зашли в тупик и были прерваны уже в начале ноября.
15 декабря 1917 года объединились ЦИК II Съезда Советов рабочих и солдатских депутатов, и ЦИК II Съезда Советов крестьянских депутатов.
В январе 1918 года ЦИК, избранный «левой» частью II Съезда Советов крестьянских депутатов, созывает III Съезд, по своему составу уже практически поголовно большевистско-левоэсеровский. Оба III Съезда Советов, крестьянских депутатов, и рабочих и солдатских депутатов объединяются в один III Съезд Советов рабочих, солдатских и крестьянских депутатов.